# Hoa hậu Hoàn vũ 2004
Hoa hậu Hoàn vũ 2004 là cuộc thi Hoa hậu Hoàn vũ lần thứ 53 được tổ chức vào ngày 1 tháng 6 năm 2004 tại Trung tâm Hội nghị CEMEXPO, thủ đô Quito, Ecuador. Kết quả cuối cùng người mẫu Jennifer Hawkins đến từ Úc đã chiến thắng và được trao vương miện bởi Hoa hậu Hoàn vũ 2003 Amelia Vega đến từ Cộng hòa Dominican. Jennifer Hawkins trở thành người thứ hai đến từ xứ sở chuột túi chiến thắng trong cuộc thi Hoa hậu Hoàn vũ sau chiến thắng của Kerry Anne Wells vào năm 1972 và trở thành cô gái tóc vàng thứ hai chiến thắng trong cuộc thi này sau Angela Visser vào năm 1989.
Cuộc thi năm nay có tổng cộng 80 thí sinh tham gia và các thí sinh đã đến Ecuador từ ngày 12 tháng 5 để tham gia vào ba tuần sự kiện, diễn tập, vòng thi sơ khảo và chung kết của cuộc thi. Các sự kiện được diễn ra tại Quito, Guayaquil, Cuenca và Riobamba. Đây cũng là lần thứ hai Billy Bush và Daisy Fuentes dẫn chương trình chung kết của cuộc thi và phần giải trí được trình diễn bởi Gloria Estefan.

## Kết quả

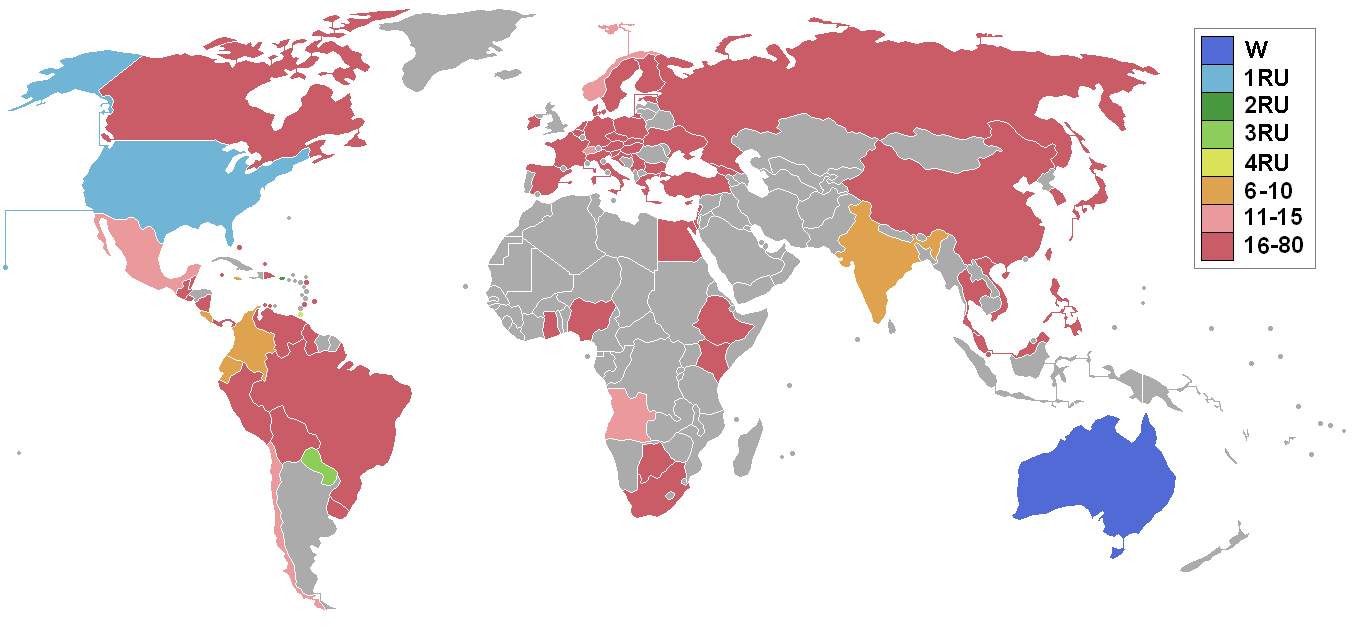
Các nước và vùng lãnh thổ tham gia Hoa hậu Hoàn vũ 2004 và kết quả.

### Thứ hạng
| Kết quả              | Thí sinh |
| -------------------- | --- |
| Hoa hậu Hoàn vũ 2004 | - Úc – Jennifer Hawkins |
| Á hậu 1              | - Hoa Kỳ – Shandi Finnessey |
| Á hậu 2              | - Puerto Rico – Alba Reyes |
| Á hậu 3              | - Paraguay – Yanina González |
| Á hậu 4              | - Trinidad và Tobago – Danielle Jones |
| Top 10               | - Colombia – Catherine Daza - Costa Rica – Nancy Soto - Ecuador – Susana Rivadeneira - Jamaica – Christine Straw - Ấn Độ – Tanushree Dutta |
| Top 15               | - Angola – Telma Sonhi - Chile – Gabriela Barros - Mexico – Rosalva Luna - Na Uy – Kathrine Sørland - Thụy Sĩ – Bianca Sissing             |

### Thứ tự gọi tên
| 1. Puerto Rico 2. Na Uy 3. Trinidad và Tobago 4. Ecuador 5. Ấn Độ 6. Úc 7. Angola 8. Jamaica 9. Colombia 10. Thụy Sĩ 11. Costa Rica 12. Chile 13. Hoa Kỳ 14. Paraguay 15. Mexico | 1. Costa Rica 2. Trinidad và Tobago 3. Hoa Kỳ 4. Puerto Rico 5. Jamaica 6. Paraguay 7. Ecuador 8. Úc 9. Ấn Độ 10. Colombia | 1. Paraguay 2. Hoa Kỳ 3. Puerto Rico 4. Úc 5. Trinidad và Tobago |

### Các giải thưởng đặc biệt
| Giải thưởng                                                        | Thí sinh                      |
| ------------------------------------------------------------------ | ----------------------------- |
| Hoa hậu Thân thiện                                                 | - Ý – Laia Manetti            |
| Hoa hậu Ảnh                                                        | - Puerto Rico – Alba Reyes    |
| Nữ hoàng sàn diễn (Giải thưởng do báo chí và phóng viên bình chọn) | - Việt Nam – Hoàng Khánh Ngọc |

### Trang phục dân tộc đẹp nhất
| Kết quả   | Thí sinh |
| --------- | --- |
| Giải Nhất | - Panama – Jessica Rodríguez |
| Giải Nhì  | - Mexico – Rosalva Luna |
| Giải Ba   | - Trinidad và Tobago – Danielle Jones |
| Top 10    | - Ecuador – Susana Rivadeneira - Ai Cập – Heba El-Sisy - Ấn Độ – Tanushree Dutta - Puerto Rico – Alba Reyes - Uruguay – Nicole Dupont - Hoa Kỳ – Shandi Finnessey - Venezuela – Ana Karina Áñez |

## Giám khảo
- Wendy Fitzwilliam – Hoa hậu Hoàn vũ 1998 đến từ Trinidad và Tobago.
- Bo Derek – Nữ diễn viên điện ảnh.
- Bill Rancic – Người chiến thắng mùa giải đầu tiên của The Apprentice.
- Katie Pritz – Người chiến thắng cuộc thi "You Be the Judge" của Today Show.
- Elsa Benítez – Siêu mẫu quốc tế.
- Jon Tutolo – Chủ tịch của Tập đoàn Quản lý Người mẫu Trump.
- Anne Martin – Phó chủ tịch dòng mỹ phẩm toàn cầu và tiếp thị mỹ phẩm của Procter & Gamble.
- Monique Menniken – Siêu mẫu.
- Petra Nemcova – Siêu mẫu của Sports Illustrated.
- Jefferson Pérez – Nhà vô địch người Ecuador đoạt huy chương vàng tại thế vận hội năm 1996.
- Emilio Estefan – Nhà sản xuất âm nhạc và chương trình giải trí.

* Kwame Jackson, Á quân mùa đầu tiên của The Apprentice, ban đầu được chọn làm giám khảo, nhưng sau đó anh đã bị truất quyền vì đã đến thăm khách sạn nơi các thí sinh ở và có quan hệ với một số thí sinh.

## Thí sinh
| Quốc gia/Lãnh thổ           | Thí sinh                |
| --------------------------- | ----------------------- |
| Angola                      | Telma Sonhi             |
| Antigua và Barbuda          | Ann-Marie Brown         |
| Aruba                       | Zizi Lee                |
| Úc                          | Jennifer Hawkins        |
| Áo                          | Daniela Strigl          |
| Bahamas                     | Raquel Horton           |
| Barbados                    | Cindy Baston            |
| Bỉ                          | Lindsy Dehollander      |
| Belize                      | Leilah Pandy            |
| Bolivia                     | Gabriela Oviedo         |
| Botswana                    | Icho Keolotswe          |
| Brazil                      | Fabiane Niclotti        |
| Bulgaria                    | Ivelina Petrova         |
| Canada                      | Venessa Fisher          |
| Quần đảo Cayman             | Stacey-Ann Kelly        |
| Chile                       | Gabriela Barros         |
| Trung Quốc                  | Trương Manh             |
| Colombia                    | Catherine Daza          |
| Costa Rica                  | Nancy Soto              |
| Croatia                     | Marijana Rupčić         |
| Curaçao                     | Angeline da Silva       |
| Síp                         | Nayia Iacovidou         |
| Cộng hòa Séc                | Lucie Váchová           |
| Đan Mạch                    | Tina Christensen        |
| Cộng hòa Dominican          | Larissa Fiallo          |
| Ecuador                     | Susana Rivadeneira      |
| Ai Cập                      | Heba El-Sisy            |
| El Salvador                 | Gabriela Mejía          |
| Estonia                     | Sirle Kalma             |
| Ethiopia                    | Ferehyiwot Abebe        |
| Phần Lan                    | Mira Salo               |
| Pháp                        | Lætitia Bléger          |
| Georgia                     | Nino Murtazashvilli     |
| Đức                         | Shermine Sharivar       |
| Ghana                       | Minaye Donkor           |
| Hy Lạp                      | Valia Kakouti           |
| Guatemala                   | Marva Weatherborn       |
| Guyana                      | Odessa Phillips         |
| Hungary                     | Blanka Bakos            |
| Ấn Độ                       | Tanushree Dutta         |
| Ireland                     | Cathriona Duignam       |
| Israel                      | Gal Gadot               |
| Ý                           | Laia Manetti            |
| Jamaica                     | Christine Straw         |
| Nhật Bản                    | Eri Machimoto           |
| Kenya                       | Anita Maina             |
| Hàn Quốc                    | Choi Yun-yong           |
| Liban                       | Marie-José Hnein        |
| Malaysia                    | Andrea Fonseka          |
| Mexico                      | Rosalva Luna            |
| Hà Lan                      | Linsday Pronk           |
| Nicaragua                   | Marifely Argüello       |
| Nigeria                     | Anita Uwagbale          |
| Na Uy                       | Kathrine Sørland        |
| Panama                      | Jessica Rodríguez       |
| Paraguay                    | Yanina González         |
| Peru                        | Liesel Holler           |
| Philippines                 | Maricar Balagtas        |
| Ba Lan                      | Paulina Panek           |
| Puerto Rico                 | Alba Reyes              |
| Nga                         | Ksenia Kustova          |
| Serbia và Montenegro        | Dragana Dujović         |
| Singapore                   | Sandy Chua              |
| Slovakia                    | Zuzana Dvorska          |
| Slovenia                    | Sabina Remar            |
| Nam Phi                     | Joan Ramagoshi          |
| Tây Ban Nha                 | María Jesús Ruiz        |
| Saint Vincent và Grenadines | Laferne Fraser          |
| Thụy Điển                   | Katarina Wigander       |
| Thụy Sĩ                     | Bianca Sissing          |
| Đài Bắc Trung Hoa           | Tạ Nghi Trăn            |
| Thái Lan                    | Morakot Aimee Kittisara |
| Trinidad và Tobago          | Danielle Jones          |
| Thổ Nhĩ Kỳ                  | Fatos Segmen            |
| Turks và Caicos             | Shamara Ariza           |
| Ukraina                     | Oleksandra Nikolayenko  |
| Uruguay                     | Nicole Dupont           |
| Hoa Kỳ                      | Shandi Finnessey        |
| Venezuela                   | Ana Karina Áñez         |
| Việt Nam                    | Hoàng Khánh Ngọc        |

## Thông tin về các cuộc thi quốc gia

### Tham gia lần đầu
- Ethiopia
- Georgia
- Việt Nam

### Trở lại
| Lần cuối tham gia vào năm 1991: - Saint Vincent và Grenadines Lần cuối tham gia vào năm 1999: - Áo Lần cuối tham gia vào năm 2000: - Đan Mạch | Lần cuối tham gia vào năm 2001: - Botswana - Liban - Paraguay - Turks & Caicos Lần cuối tham gia vào năm 2002: - Chile - Ghana - Kenya - Uruguay |

### Thay thế
- Slovakia – Zita Galgociova ban đầu được chọn để đại diện cho Slovakia, nhưng cô đã được thay thế bởi Á hậu 1 Zuzana Dvorska bởi vì cô không đạt đủ độ tuổi quy định[3].
- Việt Nam – Hoa khôi Hà Nội 2003 Nguyễn Thị Hồng Vân ban đầu được lựa chọn tham gia cuộc thi, nhưng cô đã được thay thế bởi người đoạt danh hiệu Giải Vàng Siêu mẫu Việt Nam 2004 Hoàng Khánh Ngọc không rõ lý do[4].

### Bỏ cuộc
- Albania – Không cuộc thi nào được tổ chức.
- Argentina – Không cuộc thi nào được tổ chức do thiếu tài trợ.
- Mauritius – Hoa hậu Mauritius 2003, Sabine Bourdet đã không thể tham gia vì vấn đề sức khoẻ[5].
- Namibia – Petrina Thomas không thể tham gia do không có đủ tài trợ.
- New Zealand – Không cuộc thi nào được tổ chức.

### Không tham gia
- Andorra – Maria José Girol Jimenez – Do không có đủ tài trợ.
- Quần đảo Virgin (Anh) – Dian Sanderson.
- Indonesia – Dian Krishna.
- Iceland – Ragnhildur Steinunn Jónsdóttir.

## Thành phố đăng cai
Quito, Ecuador đã được công bố là thành phố chủ nhà của cuộc thi vào ngày 19 tháng 8 năm 2003. Thành phố đã chi trả 5 triệu đô la cho quyền tổ chức sự kiện, mặc dù dự kiến thu hồi lại thông qua du khách và quảng bá đất nước trong suốt cuộc thi diễn ra.
Vào tháng 3, Bộ trưởng bộ Ngoại giao của Ecuador buộc phải từ chối tin đồn rằng cuộc thi có nguy cơ bị chuyển đến Trung Quốc và ông kêu gọi người Ecuador quay lại cuộc thi. Là một động lực cho khách du lịch, American Airlines, hãng hàng không chính thức tài trợ cuộc thi, đã giảm 5% vé máy bay đến Quito để tham dự cuộc thi, cũng như giảm 10% cho những người đặt trước một tháng. Việc cố gắng sử dụng cuộc thi để quảng bá Ecuador bị đe dọa ngay trước khi cuộc thi diễn ra, khi một vụ xì căng đan tham nhũng dẫn tới nhu cầu ngày càng tăng của việc bãi nhiệm chức Tổng thống Lucio Gutierrez trong một đất nước không ổn định về tình hình chính trị.
Trước khi các thí sinh tham gia đến vào đầu tháng 5, các quan chức ở Quito đã cố gắng cải tạo các khu vực mà các thí sinh sẽ đến, trong đó có việc tạm thời di dời những người ăn xin và người vô gia cư ra khỏi một số khu vực nhất định của thành phố. Việc làm này tương tự đã được thực hiện trước đây ở Băng Cốc, Thái Lan nơi diễn ra cuộc thi Hoa hậu Hoàn vũ năm 1992 và ở Manila, Philippines nơi diễn ra cuộc thi Hoa hậu Hoàn vũ 1994. Sự kiện này đã bị các nhà hoạt động và môi trường Ấn Độ phản đối và đã cáo buộc chính phủ che giấu nghèo đói trong khi cuộc thi được tổ chức.
Các thí sinh, các giám khảo, báo chí và khách du lịch đã được bảo vệ nghiêm ngặt bởi một đội ngũ an ninh hơn 5000 nhân viên cảnh sát. Vào ngày 16 tháng 5, chỉ vài giờ trước khi các thí sinh dự kiến sẽ tham gia vào một cuộc diễu hành ở Cuenca, một vụ đánh bom đã bị cảnh sát phát hiện và ngăn chặn kịp thời. Mặc dù đã phản đối các chính sách kinh tế của chính phủ Ecuador, cảnh sát nghi ngờ rằng quả bom, chỉ tìm thấy cách đó sáu dãy đường từ cuộc diễu hành, đã được tính thời gian cụ thể để trùng với sự kiện này.